# تور جهانی آرزوها
تور جهانی آرزوها (به انگلیسی: Total Drama World Tour که گاهی آرزوهای بزرگ آهنگین خوانده می‌شود)، انیمیشن سریالی محصول کشور کانادا است. این مجموعه، فصل سوم مجموعه آرزوها است که ادامه فصل دوم به نام آرزوهای مهیج است. این مجموعه اولین بار در کانال تله تون کانادا در تاریخ ۱ ژوئن ۲۰۱۰ به نمایش گذاشته شده‌است.

## خلاصه داستان
در این برنامه تعدادی گروه متشکل از چند کاراکتر با شخصیات و صفات متفاوت در یک هواپیماجمع شده و به صورت مرحله‌ای مسابقاتی را انجام می‌دهند و گروه بازنده باید یکی از یاران خود را بر اساس آراء خود حذف کنند و فردی که حذف شده باید از هواپیما به بیرون پرتاب شود، در هر کدام از این مسابقات که معمولاً یک روز کامل به طول می‌انجامد کار گروهی محور اصلی بوده و عموماً شخصی که کمتر با گروه همکاری می‌کند شانس کمتری برای ادامهٔ بازی دارد و...